# 67式機雷
67式機雷（ろくななしききらい）は日本の海上自衛隊が装備する機雷。『K-16A』とも呼称される。

## 概要
67式機雷は海峡封鎖や通峡阻止のために使用される沈底機雷であり､艦船の敷設軌道から海中に施設される。作動方式はサーチコイルを用いた磁気感応式で､敷設可能水深は約150ｍとされている。
機雷は水中に投入されると直立状態で落下着底し､敷設後は時限装置の溶解片が溶けて水圧によってピストンが押下げられて時計が作動し、調定時間により機雷は待機状態となり､船体磁気を検出すると起爆する。最初に導入された『K-16Ａ』の他に『K-16B』や『K-16C』と呼称されるタイプが存在する。